# Velina (televisione)

Elisabetta Canalis e Maddalena Corvaglia, veline di Striscia la notizia tra il 1999 ed il 2002

La velina è una showgirl valletta della trasmissione televisiva Striscia la notizia.

## Storia

La velina Terry Sessa porta una notizia a Gino Bartali durante la quarta stagione del programma, nel gennaio del 1992

Il termine "velina" nasce nel 1988 per nominare ironicamente le ragazze che a Striscia la notizia portano ai conduttori le veline, le notizie in gergo giornalistico. 
Le veline, una mora ed una bionda (a partire dalla stagione 1994-95), inizialmente erano le "addette" alla consegna delle notizie; celebri erano le loro entrate su pattini e skateboard, misura in seguito soppressa dalla trasmissione (sul termine della stagione 1993-94) a seguito di continui ma fortuiti incidenti verificatisi durante le prove direttamente sul bancone. Il loro nome ha un'origine ben precisa ed è attestato fin dalla primissima puntata di Striscia la notizia, il cui esordio fu contemporaneo e strettamente legato alla coeva trasmissione Odiens. Dovendo chiamare in qualche modo le vallette incaricate di portare le notizie ai conduttori, la scelta è immediatamente caduta sul nome di veline, come a voler prendere in giro le vere veline, cioè i famosi dispacci del Ministero della cultura popolare, tramite i quali il regime fascista diramava agli organi di stampa e di informazione le notizie da rendere note o meno all'opinione pubblica: nell'intenzione degli autori, dunque, un modo sicuramente efficace quanto non comune di far presente al pubblico l'inviolabile diritto alla libertà di stampa e di informazione, anche al di fuori dei canali ufficiali. 
Con il passare degli anni è cambiata la modalità con cui le veline entrano in studio: si è passati dagli scivoli degli inizi, ai pattini a rotelle, fino agli odierni "stacchetti". Tra le veline più popolari del programma si ricordano Elisabetta Canalis, Roberta Lanfranchi, Laura Freddi, Miriana Trevisan, Giorgia Palmas e Melissa Satta.

### La nascita della trasmissioneVeline
Per la stagione 2002-2003, le veline sono state scelte per la prima volta tramite un apposito concorso intitolato Veline e condotto da Teo Mammucari nell'estate del 2002 sempre nella fascia dell'access prime time di Canale 5. Il successo del programma ha portato Antonio Ricci a creare, nel 2003, Velone, versione rivolta a donne over 65 che a colpi di stacchetti e sketch si sono potute sfidare come le giovani colleghe di Veline. La trasmissione è stata riproposta per le altre tre edizioni in estate nel 2004, nel 2008 e nel 2012. Le ultime due edizioni hanno visto subentrare alla conduzione Ezio Greggio, lo storico volto del telegiornale satirico. Negli anni successivi la scelta delle veline è stata invece nuovamente eseguita tramite casting interni.
Dal 13 gennaio 2025, dopo l'abbandono di Gianluca Briganti, la selezione della velina bionda verrà effettuata tramite un concorso tramite Striscia la notizia ed essa sarà decisa dal pubblico da casa. 

### Il velinismo e le polemiche
Il termine velina è ormai talmente in uso nel linguaggio comune che è stato introdotto anche nei principali dizionari italiani per indicare le vallette televisive che si esibiscono in appositi stacchetti musicali e in qualche altro intervento di contorno.
Nella primavera 2011 (durante le polemiche legate al Rubygate, scandalo in cui era coinvolto Silvio Berlusconi ma non Antonio Ricci) il programma Veline venne accusato dal Gruppo Editoriale L'Espresso di essere "il capofila ed emblema del sistema mediatico che lederebbe la dignità delle donne", quindi Antonio Ricci decise di annullarlo proponendo però, in modo provocatorio, un patto con la Rai che consisteva nel rinunciare alla successiva edizione di Miss Italia e al Gruppo Editoriale L'Espresso di rimuovere i settimanali D e Velvet, che secondo Ricci erano "il capofila ed emblema del presunto sistema mediatico che lederebbe la dignità delle donne". In caso contrario, la presenza a Striscia della bionda Costanza Caracciolo e della mora Federica Nargi sarebbe stata confermata anche per la stagione 2011-2012 di Striscia la notizia, cosa poi accaduta, visto che la Rai e il Gruppo Editoriale L'Espresso avevano respinto il patto. Inoltre, nell'autunno 2011 le veline furono ribattezzate provvisoriamente "carline" come forma di ringraziamento provocatorio nei confronti di Carlo De Benedetti, che, mantenendo D e Velvet aveva fatto rinnovare il contratto delle Veline.
Nel 2013 il termine velina è stato usato dalla Presidente della Camera Laura Boldrini in varie conferenze stampa ufficiali per indicare in senso dispregiativo o sminuitorio le funzioni svolte da soubrette e showgirl in ruoli per i quali, secondo i critici, non sarebbero necessari grandi meriti artistici o professionali. Particolari polemiche ha destato il Tapiro d'Oro che Striscia ha attribuito a Boldrini a causa della sua partecipazione, come assistente di produzione, ad un programma RAI in onda alla fine degli anni 80 in cui erano presenti delle ragazze in abiti molto succinti.

### I velini
L'edizione 2013/2014 di Striscia vede per la prima volta la presenza ufficiale di due velini maschi, il biondo Elia Fongaro e il moro Pierpaolo Pretelli, che sostituiscono le solite veline femmine per tre settimane. Il programma, quell'anno, iniziava con una conduzione tutta al femminile, da qui la scelta di introdurre due valletti maschi. Il primo velino nella storia di Striscia è stato però il muscoloso Edo Soldo, presente saltuariamente per buona parte degli anni '90 in brevi stacchetti e gag. Nel 2004 invece, in occasione della conduzione del programma da parte di Anna Maria Barbera, venne indetto un concorso per eleggere un velino che prendesse parte al programma. A vincere e presenziare per alcune puntate fu Luca Maria Todini. Il 15 novembre 2021, il 1° e il 3 dicembre 2022, a prendere il posto delle veline Mikaela Neaze Silva e Cosmary Fasanelli, assenti rispettivamente per problemi di lavoro e salute, il conduttore in carica Sergio Friscia ricopre il ruolo di "Velino Jolly". Nella stagione 2024-2025 torna ad essere presente in pianta stabile la figura del velino, ruolo ora affidato a Gianluca Briganti che si affianca alla velina Beatrice Coari.

### Record di puntate
La coppia più longeva del programma per quanto concerne il numero di puntate a cui ha preso parte è quella formata da Shaila Gatta e Mikaela Neaze Silva con all'attivo rispettivamente ben 930 e 929 puntate in 5 edizioni. Le prime 4 edizioni da veline "ufficiali" dal 25 settembre 2017 al 12 giugno 2021, in più le quattro settimane dall'8 novembre al 4 dicembre 2021 e il 28 febbraio, 1º e 2 marzo 2022 come "sostitute" delle veline in carica, assenti poiché in quarantena preventiva, dopo essere entrate in contatto con chi era affetto dal COVID-19, ed in seguito per problemi di salute. Esse sono inoltre le prime veline ad avere condotto anche Paperissima Sprint contemporaneamente al loro incarico da Veline. Al secondo posto la coppia formata da Costanza Caracciolo e Federica Nargi con un totale di 885 puntate in 4 edizioni, comprese tra il 22 settembre 2008 e il 10 giugno 2012. Medaglia di bronzo al duo composto da Ludovica Frasca ed Irene Cioni con all'attivo 866 puntate e 4 edizioni, comprese tra il 14 ottobre 2013 ed il 10 giugno 2017. Quarto posto per la coppia formata da Elisabetta Canalis e Maddalena Corvaglia presenti in 661 puntate e 3 edizioni, comprese dal 27 settembre 1999 al 8 giugno 2002. Anche Melissa Satta, nei suoi tre anni in carica, ha partecipato ad un totale di 663 puntate e Marina Graziani, in carica sempre per tre anni, ha partecipato ad un totale di 651 puntate, che diventano 705 se si contano anche le puntate dello spin-off estivo del 1998 Doppio Lustro.

## Elenco delle veline
| Edizione | Periodo                            | Periodo                                   | Veline                | Veline                | Veline                       | Veline                       |
| -------- | ---------------------------------- | ----------------------------------------- | --------------------- | --------------------- | ---------------------------- | ---------------------------- |
| 1ª       | 7 novembre - 16 dicembre 1988      | 7 novembre - 16 dicembre 1988             | Stefania Dall'Olio    | Micaela Verdiani      | Cristina Prevosti            | Eliette Mariangelo           |
| 2ª       | 11 dicembre 1989 - 30 giugno 1990  | dall'11 dicembre 1989 al 27 gennaio 1990  | Jordy Gordon          | Jordy Gordon          | Indra Smith                  | Indra Smith                  |
| 2ª       | 11 dicembre 1989 - 30 giugno 1990  | dal 29 gennaio al 30 giugno 1990          | Terry Sessa           | Terry Sessa           | Simonetta Pravettoni         | Simonetta Pravettoni         |
| 3ª       | 1º ottobre 1990 - 29 giugno 1991   | dal 1º ottobre 1990 al 26 gennaio 1991    | Monica Spreafico      | Annalisa Gambi        | Laura Paternoster            | Laura Paternoster            |
| 3ª       | 1º ottobre 1990 - 29 giugno 1991   | dal 28 gennaio al 29 giugno 1991          | Terry Sessa           | Terry Sessa           | Simonetta Pravettoni         | Simonetta Pravettoni         |
| 4ª       | 30 settembre 1991 - 27 giugno 1992 | dal 30 settembre 1991 al 1º febbraio 1992 | Terry Sessa           | Terry Sessa           | Simonetta Pravettoni         | Simonetta Pravettoni         |
| 4ª       | 30 settembre 1991 - 27 giugno 1992 | dal 3 febbraio al 27 giugno 1992          | Ana Laura Ribas       | Ana Laura Ribas       | Simonetta Pravettoni         | Simonetta Pravettoni         |
| 5ª       | 28 settembre 1992 - 19 giugno 1993 | dal 28 settembre 1992 al 23 gennaio 1993  | Cecilia Belli         | Cecilia Belli         | Cecilia Belli                | Cecilia Belli                |
| 5ª       | 28 settembre 1992 - 19 giugno 1993 | dal 25 gennaio al 19 giugno 1993          | Cecilia Belli         | Laura Valci           | Fanny Cadeo                  | Fanny Cadeo                  |
| 6ª       | 27 settembre 1993 - 18 giugno 1994 | dal 27 settembre 1993 al 1º gennaio 1994  | Cecilia Belli         | Laura Valci           | Fanny Cadeo                  | Fanny Cadeo                  |
| 6ª       | 27 settembre 1993 - 18 giugno 1994 | dal 3 al 29 gennaio 1994                  | Laura Valci           | Laura Valci           | Fanny Cadeo                  | Fanny Cadeo                  |
| 6ª       | 27 settembre 1993 - 18 giugno 1994 | dal 31 gennaio al 18 giugno 1994          | Terry Sessa           | Terry Sessa           | Simonetta Pravettoni         | Simonetta Pravettoni         |
| 7ª       | 26 settembre 1994 - 17 giugno 1995 | 26 settembre 1994 - 17 giugno 1995        | Laura Freddi          | Laura Freddi          | Miriana Trevisan             | Miriana Trevisan             |
| 8ª       | 25 settembre 1995 - 15 giugno 1996 | 25 settembre 1995 - 15 giugno 1996        | Cristina Quaranta     | Cristina Quaranta     | Alessia Merz                 | Alessia Merz                 |
| 9ª       | 30 settembre 1996 - 14 giugno 1997 | 30 settembre 1996 - 14 giugno 1997        | Marina Graziani       | Marina Graziani       | Roberta Lanfranchi           | Roberta Lanfranchi           |
| 10ª      | 29 settembre 1997 - 30 maggio 1998 | 29 settembre 1997 - 30 maggio 1998        | Marina Graziani       | Marina Graziani       | Alessia Mancini              | Alessia Mancini              |
| 11ª      | 28 settembre 1998 - 12 giugno 1999 | 28 settembre 1998 - 12 giugno 1999        | Marina Graziani       | Marina Graziani       | Roberta Lanfranchi           | Roberta Lanfranchi           |
| 12ª      | 27 settembre 1999 - 10 giugno 2000 | 27 settembre 1999 - 10 giugno 2000        | Maddalena Corvaglia   | Maddalena Corvaglia   | Elisabetta Canalis           | Elisabetta Canalis           |
| 13ª      | 25 settembre 2000 - 9 giugno 2001  | 25 settembre 2000 - 9 giugno 2001         | Maddalena Corvaglia   | Maddalena Corvaglia   | Elisabetta Canalis           | Elisabetta Canalis           |
| 14ª      | 24 settembre 2001 - 8 giugno 2002  | 24 settembre 2001 - 8 giugno 2002         | Maddalena Corvaglia   | Maddalena Corvaglia   | Elisabetta Canalis           | Elisabetta Canalis           |
| 15ª      | 23 settembre 2002 - 7 giugno 2003  | dal 23 settembre 2002 al 25 marzo 2003    | Elena Barolo          | Elena Barolo          | Giorgia Palmas               | Giorgia Palmas               |
| 15ª      | 23 settembre 2002 - 7 giugno 2003  | dal 26 marzo al 2 aprile 2003             | Giulia Olivetti       | Giulia Olivetti       | Giorgia Palmas               | Giorgia Palmas               |
| 15ª      | 23 settembre 2002 - 7 giugno 2003  | dal 3 aprile al 7 giugno 2003             | Elena Barolo          | Elena Barolo          | Giorgia Palmas               | Giorgia Palmas               |
| 16ª      | 22 settembre 2003 - 5 giugno 2004  | 22 settembre 2003 - 5 giugno 2004         | Elena Barolo          | Elena Barolo          | Giorgia Palmas               | Giorgia Palmas               |
| 17ª      | 27 settembre 2004 - 11 giugno 2005 | 27 settembre 2004 - 11 giugno 2005        | Vera Atyushkina       | Vera Atyushkina       | Lucia Galeone                | Lucia Galeone                |
| 18ª      | 26 settembre 2005 - 10 giugno 2006 | 26 settembre 2005 - 10 giugno 2006        | Thais Souza Wiggers   | Thais Souza Wiggers   | Melissa Satta                | Melissa Satta                |
| 19ª      | 25 settembre 2006 - 9 giugno 2007  | 25 settembre 2006 - 9 giugno 2007         | Thais Souza Wiggers   | Thais Souza Wiggers   | Melissa Satta                | Melissa Satta                |
| 20ª      | 24 settembre 2007 - 7 giugno 2008  | dal 24 settembre 2007 al 5 gennaio 2008   | Thais Souza Wiggers   | Thais Souza Wiggers   | Melissa Satta                | Melissa Satta                |
| 20ª      | 24 settembre 2007 - 7 giugno 2008  | dal 7 gennaio al 7 giugno 2008            | Veridiana Mallmann    | Veridiana Mallmann    | Melissa Satta                | Melissa Satta                |
| 21ª      | 22 settembre 2008 - 6 giugno 2009  | 22 settembre 2008 - 6 giugno 2009         | Costanza Caracciolo   | Costanza Caracciolo   | Federica Nargi               | Federica Nargi               |
| 22ª      | 21 settembre 2009 - 5 giugno 2010  | 21 settembre 2009 - 5 giugno 2010         | Costanza Caracciolo   | Costanza Caracciolo   | Federica Nargi               | Federica Nargi               |
| 23ª      | 20 settembre 2010 - 4 giugno 2011  | 20 settembre 2010 - 4 giugno 2011         | Costanza Caracciolo   | Costanza Caracciolo   | Federica Nargi               | Federica Nargi               |
| 24ª      | 26 settembre 2011 - 10 giugno 2012 | 26 settembre 2011 - 10 giugno 2012        | Costanza Caracciolo   | Costanza Caracciolo   | Federica Nargi               | Federica Nargi               |
| 25ª      | 24 settembre 2012 - 15 giugno 2013 | 24 settembre 2012 - 15 giugno 2013        | Giulia Calcaterra     | Giulia Calcaterra     | Alessia Reato                | Alessia Reato                |
| 26ª      | 14 ottobre 2013 - 7 giugno 2014    | 14 ottobre 2013 - 7 giugno 2014           | Irene Cioni           | Irene Cioni           | Ludovica Frasca              | Ludovica Frasca              |
| 27ª      | 22 settembre 2014 - 6 giugno 2015  | 22 settembre 2014 - 6 giugno 2015         | Irene Cioni           | Irene Cioni           | Ludovica Frasca              | Ludovica Frasca              |
| 28ª      | 21 settembre 2015 - 11 giugno 2016 | 21 settembre 2015 - 11 giugno 2016        | Irene Cioni           | Irene Cioni           | Ludovica Frasca              | Ludovica Frasca              |
| 29ª      | 26 settembre 2016 - 10 giugno 2017 | 26 settembre 2016 - 10 giugno 2017        | Irene Cioni           | Irene Cioni           | Ludovica Frasca              | Ludovica Frasca              |
| 30ª      | 25 settembre 2017 - 9 giugno 2018  | 25 settembre 2017 - 9 giugno 2018         | Mikaela Neaze Silva   | Mikaela Neaze Silva   | Shaila Gatta                 | Shaila Gatta                 |
| 31ª      | 24 settembre 2018 - 8 giugno 2019  | 24 settembre 2018 - 8 giugno 2019         | Mikaela Neaze Silva   | Mikaela Neaze Silva   | Shaila Gatta                 | Shaila Gatta                 |
| 32ª      | 23 settembre 2019 - 27 giugno 2020 | 23 settembre 2019 - 27 giugno 2020        | Mikaela Neaze Silva   | Mikaela Neaze Silva   | Shaila Gatta                 | Shaila Gatta                 |
| 33ª      | 28 settembre 2020 - 12 giugno 2021 | 28 settembre 2020 - 12 giugno 2021        | Mikaela Neaze Silva   | Mikaela Neaze Silva   | Shaila Gatta                 | Shaila Gatta                 |
| 34ª      | 27 settembre 2021 - 11 giugno 2022 | dal 27 settembre al 6 novembre 2021       | Talisa Jade Ravagnani | Talisa Jade Ravagnani | Giulia Pelagatti             | Giulia Pelagatti             |
| 34ª      | 27 settembre 2021 - 11 giugno 2022 | dall'8 novembre al 4 dicembre 2021        | Mikaela Neaze Silva   | Mikaela Neaze Silva   | Shaila Gatta                 | Shaila Gatta                 |
| 34ª      | 27 settembre 2021 - 11 giugno 2022 | dal 6 dicembre 2021 all'11 giugno 2022    | Talisa Jade Ravagnani | Talisa Jade Ravagnani | Giulia Pelagatti             | Giulia Pelagatti             |
| 35ª      | 27 settembre 2022 - 10 giugno 2023 | dal 27 settembre al 17 dicembre 2022      | Anastasia Ronca       | Anastasia Ronca       | Cosmary Fasanelli            | Cosmary Fasanelli            |
| 35ª      | 27 settembre 2022 - 10 giugno 2023 | dal 19 dicembre 2022 al 6 gennaio 2023    | Valentina Corradi     | Valentina Corradi     | Cosmary Fasanelli            | Cosmary Fasanelli            |
| 35ª      | 27 settembre 2022 - 10 giugno 2023 | dal 7 gennaio al 27 aprile 2023           | Anastasia Ronca       | Anastasia Ronca       | Cosmary Fasanelli            | Cosmary Fasanelli            |
| 35ª      | 27 settembre 2022 - 10 giugno 2023 | dal 28 aprile al 1º maggio 2023           | Anastasia Ronca       | Anastasia Ronca       | Marcia Thereza Araujo Barros | Marcia Thereza Araujo Barros |
| 35ª      | 27 settembre 2022 - 10 giugno 2023 | dal 2 maggio al 10 giugno 2023            | Anastasia Ronca       | Anastasia Ronca       | Cosmary Fasanelli            | Cosmary Fasanelli            |
| 36ª      | 25 settembre 2023 - 8 giugno 2024  | 25 settembre 2023 - 8 giugno 2024         | Anastasia Ronca       | Anastasia Ronca       | Cosmary Fasanelli            | Cosmary Fasanelli            |
| 37ª      | 23 settembre 2024 - 7 giugno 2025  | dal 23 settembre 2024 al 30 gennaio 2025  | Beatrice Coari        | Beatrice Coari        | Beatrice Coari               | Beatrice Coari               |
| 37ª      | 23 settembre 2024 - 7 giugno 2025  | dal 31 gennaio al 26 aprile 2025          | Beatrice Coari        | Beatrice Coari        | Nausica Marasca              | Nausica Marasca              |
| 37ª      | 23 settembre 2024 - 7 giugno 2025  | dal 28 aprile al 24 maggio 2025           | Beatrice Coari        | Beatrice Coari        | Anastasia Ronca              | Anastasia Ronca              |
| 37ª      | 23 settembre 2024 - 7 giugno 2025  | dal 26 maggio al 7 giugno 2025            | Beatrice Coari        | Beatrice Coari        | Nausica Marasca              | Nausica Marasca              |

- Loredana e Raffaella Lecciso: veline speciali dal 6 all'11 dicembre 2004
- Emanuela Aurizi: velina "extralarge" dal 5 aprile all'11 giugno 2005

## Doppio Lustro
| Edizione | Periodo                       | Periodo                           | Veline            | Veline           |
| -------- | ----------------------------- | --------------------------------- | ----------------- | ---------------- |
| 1ª       | 1º giugno - 26 settembre 1998 | dal 1º giugno al 1º agosto 1998   | Marina Graziani   | Alessia Mancini  |
| 1ª       | 1º giugno - 26 settembre 1998 | dal 3 agosto al 26 settembre 1998 | Cristina Quaranta | Miriana Trevisan |

## Elenco dei velini
| Edizione | Periodo                            | Periodo                             | Velini            | Velini             |
| -------- | ---------------------------------- | ----------------------------------- | ----------------- | ------------------ |
| 5ª       | 28 settembre 1992 - 19 giugno 1993 | 28 settembre 1992 - 19 giugno 1993  | Edo Soldo         | Edo Soldo          |
| 6ª       | 27 settembre 1993 - 18 giugno 1994 | 27 settembre 1993 - 18 giugno 1994  | Edo Soldo         | Edo Soldo          |
| 16ª      | 29 marzo - 5 giugno 2004           | 29 marzo - 5 giugno 2004            | Luca Maria Todini | Luca Maria Todini  |
| 26ª      | 23 settembre 2013 - 3 marzo 2014   | dal 23 settembre al 12 ottobre 2013 | Elia Fongaro      | Pierpaolo Pretelli |
| 26ª      | 23 settembre 2013 - 3 marzo 2014   | 10 e 26 dicembre 2013               | Elia Fongaro      | Pierpaolo Pretelli |
| 26ª      | 23 settembre 2013 - 3 marzo 2014   | 3 marzo 2014                        | Elia Fongaro      | Pierpaolo Pretelli |
| 27ª      | 27 dicembre 2014 - 3 gennaio 2015  | 27 dicembre 2014 - 3 gennaio 2015   | Elia Fongaro      | Pierpaolo Pretelli |
| 37ª      | 23 settembre 2024 - 7 gennaio 2025 | 23 settembre 2024 - 7 gennaio 2025  | Gianluca Briganti | Gianluca Briganti  |